# Step Up: All In
Step Up: All In är en amerikansk dansfilm från 2014 i regi av Trish Sie, med manus skrivet av John Sweetnam. Filmen, som är den femte och sista filmen i Step Up-serien, hade biopremiär i USA den 8 augusti 2014. Huvudrollerna i filmen spelas av bland annat Ryan Guzman och Briana Evigan.
Filmen släpptes på DVD i Sverige av Nordisk Film den 1 december 2014. Den har även visats två gånger på TV3, detta under år 2019.

## Handling
Filmen handlar inledningsvis om hur Sean Asa, tillsammans med sin dansgrupp The Mob, flyttar från Miami till Los Angeles för att få en framgångsrik karriär inom dansen. Efter att han och gruppen har blivit nekade vid varje utförd audition, ser majoriteten av dess medlemmar (utom Sean själv) ingen annan utväg, än att packa väskorna och flytta hela vägen tillbaka till Miami. När en stor danstävling vid namn The Vortex sedan arrangeras i Las Vegas, ser Sean sitt livs stora chans och sätter ihop en ny dansgrupp, tillsammans med bland annat Andie West, som får namnet LMNTRIX. Gruppen åker sedan iväg till Las Vegas för att ställa upp i dess stora danstävling, och väl där får Sean även reda på att hans gamla dansgrupp The Mob, samt en annan dansgrupp vid namn The Grim Knights, också ska ställa upp i tävlingen. Detta gör så att han och de övriga medlemmarna i LMNTRIX blir motiverade till att träna extra mycket hårdare, samtidigt som en del problem även dyker upp längs vägen.

## Rollista (i urval)
- Ryan Guzman – Sean Asa
- Briana Evigan – Andrea "Andie" West
- Adam Sevani – Robert "Moose" Alexander III
- Alyson Stoner – Camille Gage
- Misha Gabriel – Eddy
- Izabella Miko – Alexxa Brava
- Stephen "tWitch" Boss – Jason Hardlerson
- Parris Goebel – Violet
- Martin och Facundo Lombard – Martin och Marcos Santiago (tvillingroll)
- Celestina Aladekoba – Celestina
- Karin Konoval – Ana